# Explodingdog
 (décembre 2022).
Si vous disposez d'ouvrages ou d'articles de référence ou si vous connaissez des sites web de qualité traitant du thème abordé ici, merci de compléter l'article en donnant les références utiles à sa vérifiabilité et en les liant à la section « Notes et références ».
explodingdog est un site Web créé et entretenu par l'illustrateur américain Sam Brown (en), pseudonyme de Adam Culbert, entre 2000 et 2015. Les visiteurs du site envoyaient des mails contenant de petites phrases comme inspiration. Il illustrait celles qu'il voulait. Il créait ses dessins en général à l'ordinateur : ils sont de style simple mais engageant et offrent une interprétation poignante et parfois inattendue des phrases sur lesquelles ils sont basés. Brown étant très créatif, il pouvait aussi bien utiliser une phrase en hyperbole ou métaphoriquement, qu'être franchement littéral.